# Aoua Keita
Aoua Keita (Bamaco, 1912 - 7 de maio de 1980) foi uma obstetra, política e ativista dos direitos das mulheres de Mali, que colaborou com a reforma sobre a lei do casamento e da tutela, ampliando o direito das mulheres malianas. Foi a primeira mulher parlamentar do país, e participou na elaboração da Constituição do Mali.

## Biografia
Nasceu no ano de 1912, em Bamaco, no Sudão francês (atualmente Mali); como filha de Mariam Coulibaly e Karamogo Kéita.
Estudou na Escola para Meninas de Bamaco; Com o apoio de seu pai, em 1923, ingressou na Foyer de Métisses de Bamaco, se formando em 1928; e em 1931, se formou em obstetrícia pela Escola de Medicina de Dacar. Após se formar, trabalhou como obstetra em Gao por 12 anos; e depois trabalhou em Nara e em Casamansa.
Casou-se com Daouda Diawara, em 1935. Por não querer um casamento poligâmico, comum para a sociedade de Mali, divorciando-se em 1949.
Em 1946, tornou-se membro do partido União Sudanesa - Assembleia Democrática Africana (US-RDA); durante este período, incentivou a abertura da ala feminina do partido. No ano de 1956, criou um sindicato de mulheres. Em 1958, se tornou comissária da ala feminina do partido, e participou na elaboração da Constituição do Mali. Foi eleita como deputada da Assembleia Legislativa Nacional, em 1959, se tornando a primeira mulher parlamentar do país. Mali passou por uma mudança cultural e retirou todas as mulheres que estavam no poder, no ano de 1967. Com o golpe militar de 1968, Keita ficou em exilio em vários países.
Publicou uma autobiografia, em 1975, Femme D’Afrique: la vie d’Aoua Keïta racontée par elle-même (Mulher da África: a vida de Aoua Keita recontada por ela própria), com o qual ganhou o Grande Prêmio Literário da África Negra.
Em 1980, retornou para Bamaco. E faleceu em 7 de maio, deste esmo ano.